# Гаррингтон, Джеймс
Джеймс Гаррингтон (7 ноября 1611, Алтон — 11 сентября 1677, Лондон) — английский публицист, теоретик «классического республиканизма», идеолог буржуазии и так называемого «нового дворянства».

## Биография
Учился в Тринити-колледже, Оксфорд, на протяжении двух лет, после чего оставил его, не получив степени. Известен своим сочинением «Oceana» (рус. «Республика Океания», 1656), посвящённым Кромвелю. В нём Гаррингтон рисует идеальное государство наподобие «Утопии» Томаса Мора, находя ключ ко всеобщему благоденствию в справедливом распределении недвижимых имуществ. Историк Александр Николаевич Савин усматривал значение «Океании» Гаррингтона в постановке вопроса о роли хозяйственных явлений в истории общества.
В других своих работах («Преимущества народного правления», 1657: «Искусство законодательства», 1659) высказывался категорически против возможности восстановления в Англии феодального строя и монархии. Предложил собственный проект английской конституции, в которой Англия представала буржуазно-дворянской республикой, считая эту форму правления лучшей для защиты созданной после буржуазной революции республики от кого бы то ни было — как от Стюартов и дворянства, так и от простого народа. В своих работах при помощи индуктивного метода Фрэнсиса Бэкона утверждал о зависимости распределения в обществе собственности от формы устройства государства и его учреждений.
С целью осуществления своих идей Гаррингтон основал в 1658 году республиканское общество, просуществовавшее до 1670 года и пытавшееся на самом деле осуществить внедрение его конституции, что при воцарении Карла II послужило поводом к продолжительному заключению Гаррингтона. Скончался, находясь последние годы жизни в состоянии помешательства. Лучшее собрание его сочинений вышло в 1777 году в Лондоне с биографией Толанда.